# Jean Pépin de Huy
Pour les articles homonymes, voir Jean Pépin.
Jean Pépin de Huy est un sculpteur du XIVe siècle, connu de 1311 à 1329. Il est notamment le sculpteur favori de la comtesse Mahaut d'Artois.

## Biographie
Jean Pépin de Huy est probablement originaire de Huy, près de Liège. Il se rend à Paris au début des années 1310 et acquiert le droit de bourgeoisie. Il semble avoir été particulièrement sollicité par la comtesse Mahaut d'Artois.
Le 14 juin 1312, Mahaut d'Artois lui confie la réalisation du tombeau de son mari, Othon IV de Bourgogne, mort en 1303. Pour sculpter le monument, Jean Pépin de Huy s'entoure de collaborateurs, Jean de Brequessent (qui collabore aux arches et aux pleurants) et Pierre Boye (pour la sculpture des armoiries), tandis que la peinture et la dorure sont confiées à Jean d'Orléans. Ce tombeau à arcades orné de pleurants d'albâtre, était surmonté du gisant du duc en armes, entouré d'un lion à ses pieds et de deux anges près de sa tête, soutenant un oreiller. Achevé en 1315, il est installé dans l'abbaye de Cherlieu (Montigny-lès-Cherlieu, Haute-Saône). Détruit à la Révolution, il n'en reste que de rares fragments, conservés au musée du Louvre : un fragment de pleurant en marbre blanc, et un morceau de la dalle de marbre noir.
En 1315, il réalise le gisant de Jean de Bourgogne, fils de Mahaut d'Artois mort à l'âge de sept ans environ avant 1302, pour l'église des Jacobins de Poligny. Il travaille de nouveau en collaboration avec Jean d'Orléans, pour la peinture et la dorure du monument. Probablement mutilé pendant la Guerre de Trente ans, le monument fut démantelé et le gisant fut transféré dans l'église de Darbonnay (Jura) et transformé en statue de saint Philibert, patron de la chapelle où il fut placé. Il est aujourd'hui conservé au musée des Beaux-Arts et d'Archéologie de Besançon.
En 1317, Mahaut d'Artois lui confie la réalisation du gisant de son fils, Robert d'Artois (mort en septembre 1317), pour le couvent des Cordeliers de Paris. Il collabore avec le sculpteur Maciot Pavoche, d'origine flamande, tandis que Pierre de Bruxelles est chargé de la polychromie du monument. Le tombeau est achevé en 1320. Il s'agit du premier exemple parisien du type du gisant en armures, dont le prototype naît au début du XIIIe siècle dans l'ouest de la France. Le gisant est aujourd'hui conservé à la basilique de Saint-Denis.
En 1329, Mahaut d'Artois lui commande une Vierge à l'Enfant en marbre, destinée à être offerte à la Chartreuse des Dames de Gosnay, près de Béthune. Elle était à l'origine associée à un dais et à un socle de marbre noir, et complétée d'une couronne d'orfèvrerie conçue par l'orfèvre Étienne de Salins. Il s'agit de l'une des rares Vierge à l'Enfant française du XIVe siècle dont on connaît la date exacte de réalisation, l'auteur et le commanditaire. La statue est aujourd'hui conservée au musée des Beaux-Arts d'Arras.

## Liste des œuvres

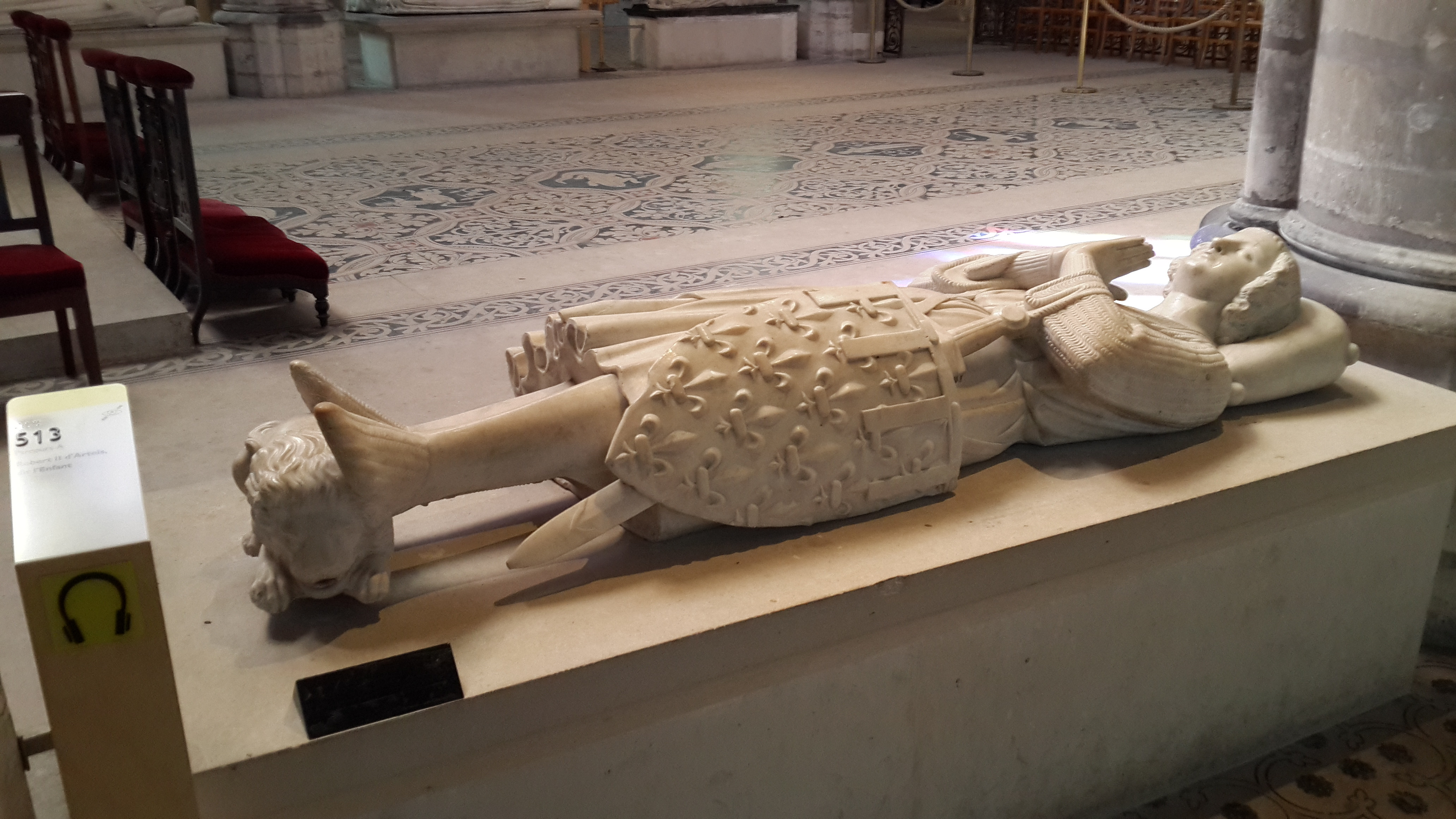
Gisant de Robert d'Artois, 1320, Saint-Denis, basilique

- Pleurant du tombeau d'Othon IV de Bourgogne, 1312, Paris, musée du Louvre
- Gisant de Jean de Bourgogne, 1315, Besançon, musée des Beaux-Arts et d'Archéologie
- Gisant de Robert d'Artois, 1320, Saint-Denis, basilique
- Vierge à l'Enfant de Gosnay, 1329, Arras, musée des Beaux-Arts